# Helmut von Zborowski
Helmut Graf von Zborowski (* 21. August 1905 in Theresienstadt, Böhmen; † 16. November 1969 in Brunoy, Frankreich) war ein österreichischer Flugzeugkonstrukteur für Senkrechtstarter. In der Raketentechnik war er an der Entwicklung der Fieseler Fi 103 und der A4 (Rakete) mit Wernher von Braun beteiligt.

## Leben
Zborowski war Entwickler der Flüssigtreibstoff-Raketenmotoren und Experte für Panzerabwehr-Raketen. Er hielt ca. 300 Patente in der Luftfahrt- und Raketenindustrie.
1934 ging er zu BMW, bevor er sich dem Luft- und Raumfahrtingenieur Eugen Sänger in Trauen anschloss. Nachdem er mit den Flüssigtreibstoff-Raketenmotoren vertraut war, arbeitete er bis Kriegsende wieder für die BMW Flugmotorenwerke.
Er war Direktor der BMW-Werke in Allach-Untermenzing, wo Flugzeugtriebwerke von 20.000 Arbeitern (inkl. 3.000 Kriegsgefangenen und 5.000 Insassen des KZ Dachau) in Serienfertigung hergestellt wurden. Zum 21. Dezember 1940 trat er der SS bei (SS-Nummer 382.449), zum 21. Juni 1944 wurde er zum SS-Hauptsturmführer befördert. 1944 leitete er eine Raketengruppe, die sich auf neue Waffenforschung konzentrierte. Die Erprobung wurde nach Basdorf (Wandlitz) und Zühlsdorf bei Berlin verlegt. 
Zborowski konzipierte den Ringflügler für zwei Heinkel-Entwicklungen. Forschungen hatten ergeben, dass die Leistung eines Propellers durch den Bernoulli-Effekt um 25 % gesteigert werden kann, wenn er in einer Röhre montiert ist.
Ab Januar 1947 war er wegen seiner Zugehörigkeit zur Waffen-SS Kriegsgefangener im Lager 317 in Göttingen. In der Nachkriegszeit war es deutschen Firmen verboten (militärische) Flugzeuge zu entwickeln. Wie die meisten deutschen Flugzeug-Ingenieure arbeitete er daher außerhalb Deutschlands; nach seiner Freilassung trat er in französische Dienste, um in einem Schloss nahe Paris Forschung zu betreiben. 1950 gründete er in Frankreich das Bureau Technique Zborowski (BTZ) und untersuchte das V/STOL-Design (Vertical and/or Short Take-Off and Landing aircraft) mit Ringflüglern. Hier entwickelte er auch das Experimentalflugzeug SNECMA C.450. Später kehrte Zborowski zurück nach Bonn.
Zborowski war seit 1925 Mitglied des Akademischen Corps Teutonia zu Graz.